# Samuel (Portugal)
Samuel ist eine Gemeinde (Freguesia) im Kreis (Concelho) von Soure in Portugal. Sie hat 1067 Einwohner (Stand 19. April 2021) und gehört zum Regierungsbezirk Coimbra.
Samuel ist die portugiesische Partnergemeinde der European Charter – Villages of Europe, eine Gruppe ländlicher Gemeinden aus allen 28 EU-Ländern.

## Geschichte
Funde im Gemeindegebiet belegen eine Besiedlung bis zurück in die Jungsteinzeit. Später lebten hier Römer, wie Funde aus dem 4. Jahrhundert zeigen. 1825 wurden eine Reihe entsprechender Münzen und Altarreste gefunden, zu denen auch Emil Hübner später publizierte. Ein Projekt zur Ausgrabung der Villa Madanela, einer hiesigen Villa rustica, ist seit 2009 beantragt und in Vorbereitung.
Die erste offizielle Erwähnung des heutigen Samuel stammt aus einem Dokument des Jahres 1258. Spätestens seit dem 16. Jahrhundert war es eine eigenständige Gemeinde. Samuel gehörte zum Kloster Seiça und bildete eine damalige Verwaltungseinheit (Reguengo, ähnlich einem heutigen Kreis) zusammen mit Urmar, bis zu den Verwaltungsreformen nach der Liberalen Revolution 1822 und dem folgenden Miguelistenkrieg. Dann wurde es dem Kreis (Concelho) Abrunheira angegliedert. Zwischenzeitlich wurde es ein eigenständiger Kreis, um 1853 dann endgültig dem Kreis Soure zugeordnet zu werden.

## Geografie und Sehenswürdigkeiten
Die Gemeinde besteht aus verschiedenen kleinen Orten, ihr Zentrum besteht nur aus Kirche, Gemeindehaus und Friedhof. Die Gemeindekirche Igreja Paroquial de Samuel (nach ihrer Schutzpatronin auch Igreja de Nossa Senhora da Purificação, dt.: Unserer Lieben Frau der Läuterung) steht unter Denkmalschutz. Sie wurde im 16. Jahrhundert errichtet und ist bekannt für die Teufelsdarstellung an einem ihrer Altare. So besuchten Fernando Ribeiro, Sänger der international bekannten Heavy-Metal-Band Moonspell, und die Fado-Sängerin Cuca Roseta die Kirche aus diesem Grunde zusammen, anlässlich einer Fotoreportage durch den Kreis Soure für das Up-Magazin der Fluglinie TAP Portugal.
Im Ort Urmar ist neben einem Steinkreuz aus dem frühen 16. Jahrhundert eine römische Brücke erhalten geblieben. Zu sehen sind zudem im Grenzgebiet zur Gemeinde Alqueidão die teilweise renovierten Ruinen der ehemaligen Thermalbäder von Amieira, Bicanhos und Azenha mit ihren umliegenden Nadel-, Laub- und Eukalyptus-Baumbeständen.

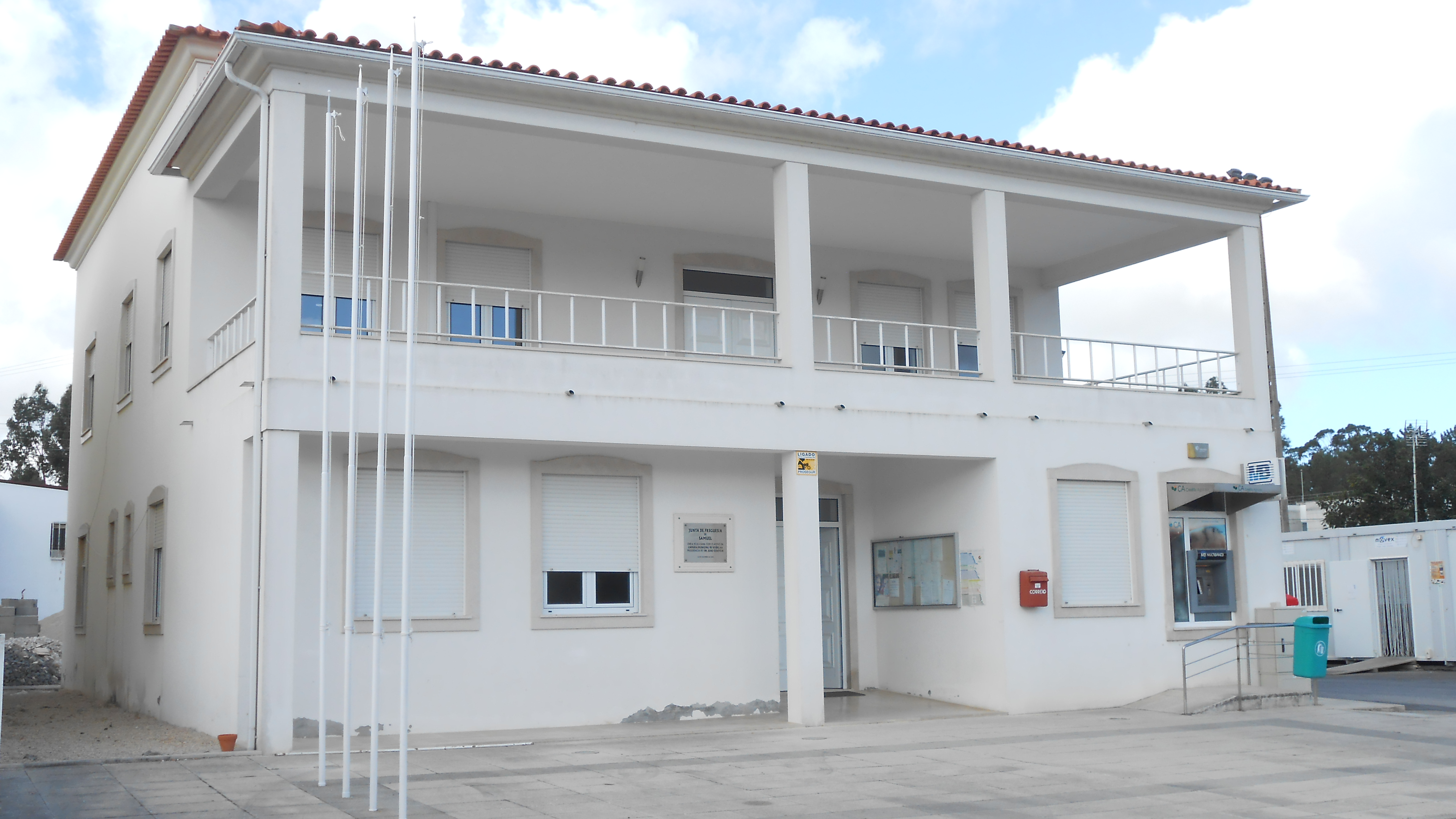
Die Gemeindeverwaltung von Samuel in Coles

## Verwaltung
Samuel ist eine Gemeinde (Freguesia) im Kreis (Concelho) von Soure. Ihren Sitz hat sie in der Ortschaft Coles.
Die Gemeinde besteht aus folgenden Ortschaften:
| - Alagoa - Amieira - Azenha - Belide - Carcavelos - Carvalhal da Azoia | - Casalinho - Casais das Camarinheiras - Coles - Famalicão - Figueira da Azoia - Marco | - Moinho de Almoxarife - Palhais - Serroventoso - Souselas - Urmar - Vale do Servo |

## Wirtschaft

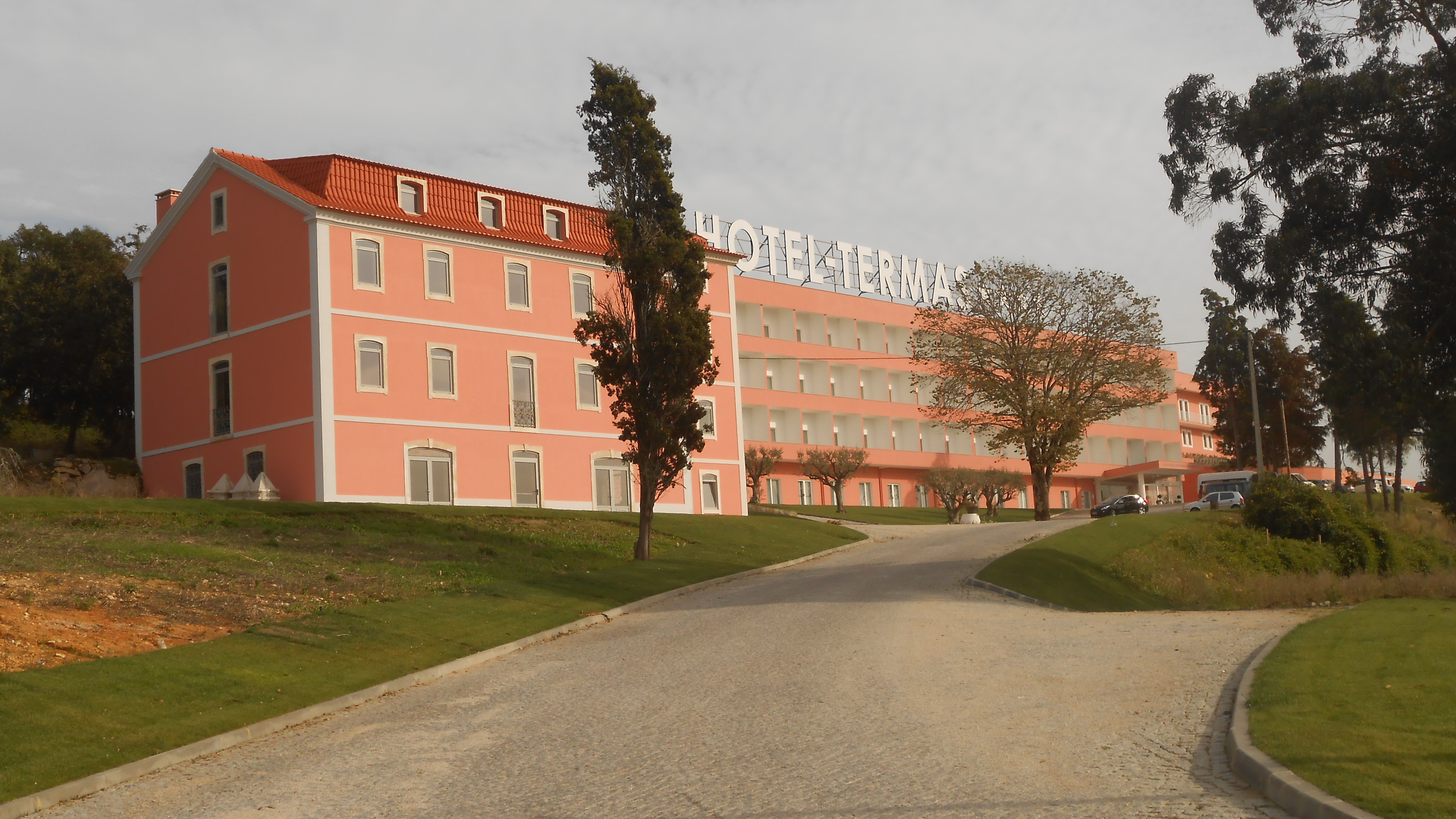
Das 2015 eröffnete Vier-Sterne-Haus Palace Hotel & Spa Termas do Bicanho

Es gibt einige kleinere Industriebetriebe, Holzverarbeitung ist hier zu nennen. Die Landwirtschaft ist weiterhin ein Faktor der lokalen Wirtschaft. Ein wichtiger Motor ist zudem die gemeinnützige Associação Cultural, Recreativa e Social de Samuel (ACRSS) geworden, die in ihren Einrichtungen im Ort Coles Altenpflegeeinrichtungen, eine Musikschule und einen Kindergarten führt, zertifizierte Berufsfortbildungen anbietet, und kulturelle Veranstaltungen durchführt. Nach der Schließung der Textilfabrik FAPSUR Mitte der 2000er Jahre ist die ACRSS der bedeutendste Arbeitgeber der Gemeinde.
Die Thermalbäder von Amieira, Azenha und Bicanho waren Anfang des 20. Jahrhunderts wichtige Wirtschaftsfaktoren der Gemeinde, die man heute wieder aktivieren möchte, auch als Quelle Erneuerbarer Energien. Den Anfang machte das seit 2000 von holländischen Auswanderern in Privatinitiative immer weiter restaurierte Thermalbad Termas da Azenha mit Gastzimmern, Ferienwohnungen, Gastronomie und Wellnessangeboten. Seit der Eröffnung 2015 wurde dann das Vier-Sterne-Hotel Palace Hotel & Spa Termas do Bicanho mit seinen 136 Zimmern und umfangreichem Gastronomie-, Wellness- und Thermal-Angebot ein wesentlicher Faktor im erneuerten Fremdenverkehr und Gesundheitstourismus an den Heilquellen.